# ذا بايرت بي
ذا بايرت بي (بالإنجليزية: The Pirate Bay)‏ (حرفياً: خَلِيج القَراصِنة)، وهو موقع سويدي يُفَهْرِس ملفات التورنت torrent. وصل تصنيفه في يناير 2010 للمرتبة 99 ضمن تصنيف ألكسا ضمن أكثر المواقع زيارةً عالميًا. في 10 لشهر ديسمبر سنه 2014 حُظِّر الموقع، وذلك بعد مداهمة الشرطة السويدية لخوادم الموقع وفي الأول من فبراير 2015 عاد الموقع للعمل بستة نطاقات جديدة.
في 31 مايو 2006، قامت الشرطة السويدية بمداهمة على خوادم الموقع في ستوكهولم، الأمر الذي أدى إلى توقف الموقع عن العمل لمدة ثلاثة أيام. ووفقًا لصحيفة لوس أنجلوس تايمز، يعدّ الموقع «أحد الوسطاء في العالم لأكبر عمليات التحميل غير المشروعة»، وأكثر عضو بارز على الصعيد الدولي في الحركة المناهضة لحقوق التأليف والنشر والمناصرة للقرصنة. في 15 نوفمبر 2008، أعلن الموقع بلوغه أكثر من 25 مليون قرين peers. في ديسمبر 2009، بلغ غدد المستخدمين المسجلين على الموقع ما يزيد عن 4 ملايين (على الرغم من أن التسجيل ليس ضروريًا للتحميل من الموقع)، وعشية عيد الميلاد، وبشكلٍ مؤقت قام الموقع بإعادة تصميم واجهته ليقلد الشكل الأصلي من عام 2003، وفي يوم 10 ديسمبر سنه 2014 تم حظر الموقع، وذلك بعد مداهمة الشرطة السويدية لخوادم الموقع في العاصمة ستوكهولم، وهو الخبر الذي أصاب الكثيرين بالصدمة خصوصًا مستخدمي الموقع الأوفياء حيث قامت السلطات بحجز ومصادرة عدد من خوادم تخزين المعطيات بسبب توجيه تهم انتهاكات قانون حقوق الطبع والنشر في السويد، كما أشارت المصادر إلى توقيف أحد الأشخاص الذي يرتبط بنشاطات الموقع وقد كانت آخر الدول التي قررت منع شبكة الموقع على أراضيها هي دولة فرنسا وبريطانيا بالإضافة إلى جوجل التي قامت بحذف جميع التطبيقات المرتبطة بالموقع من متجرها الإلكتروني وفي يوم 31 لنفس الشهر.
وقد كان بايرت باي طرفًا في عدد من الدعاوى القضائية، سواءً من المدَّعي والمُدّعى عليه على حدٍ سواء. في 17 أبريل عام 2009، وجهت التهم إلى بيتر سونده، فريدريك ناي، وغوتفريد سفارتولم وكارل لوندستروم باعتبارهم مذنبين في تقديم المساعدة بالتعدي على حقوق الملكية الفكرية حيث أصدرت المحكمة حكمًا بالسجن لمدة عام واحد لكل واحد منهم وغرامات وتعويضات بما بلغ مجموعه 30 مليون كرونة سويدية (أي ما يعادل 3.6 مليون دولار أمريكي) بعد محاكمة دامت تسعة أيام. تقدم المتهمين باستئناف ضد الحكم واُتهم القاضي بالتحيز.
أعلن فريق Pirate Bay أن النظام البيئي الحالي يعتمد بشكل كبير على عدد قليل من المواقع الكبيرة وأن المزيد من اللامركزية هو المفتاح لحل هذه الثغرة الأمنية. علاوة على ذلك ، بدأ فريق Pirate Bay تجربة Globaldce لتبسيط التعاون وتجنب الرقابة.

## التاريخ
تم إنشاء موقع خَلِيج القَراصِنة في سبتمبر 2003  من قبل منظمة مكافحة حقوق النشر السويدية (وكالة القراصنة)؛ تم تشغيلها كمُنظمة منفصلة منذ أكتوبر 2004. تم أدارة خَلِيج القَراصِنة لأول مرة بواسطة مؤسسيه، جوتفريد سفارثولم وفريدريك نيج، المعروفين بألقابهم "anakata" و "TiAMO" ، على التوالي. كلاهما متهم «بالمساعدة في إتاحة محتوى محمي بحقوق الطبع والنشر» من قبل جمعية الأفلام الأمريكية. في 31 مايو 2006، داهمت الشرطة السويدية خوادم موقع الويب في ستوكهولم وأخذتها بعيداً، مما أدى إلى توقف المَوقع لثلاثة أيام. يدعي موقع خَلِيج القَراصِنة أنه كيان غير ربحي مقره في سيشيل؛  ومع ذلك، فإن هذا الأدعاء محل خلاف.

مؤسسي مَوقع خَلِيج القَراصِنة
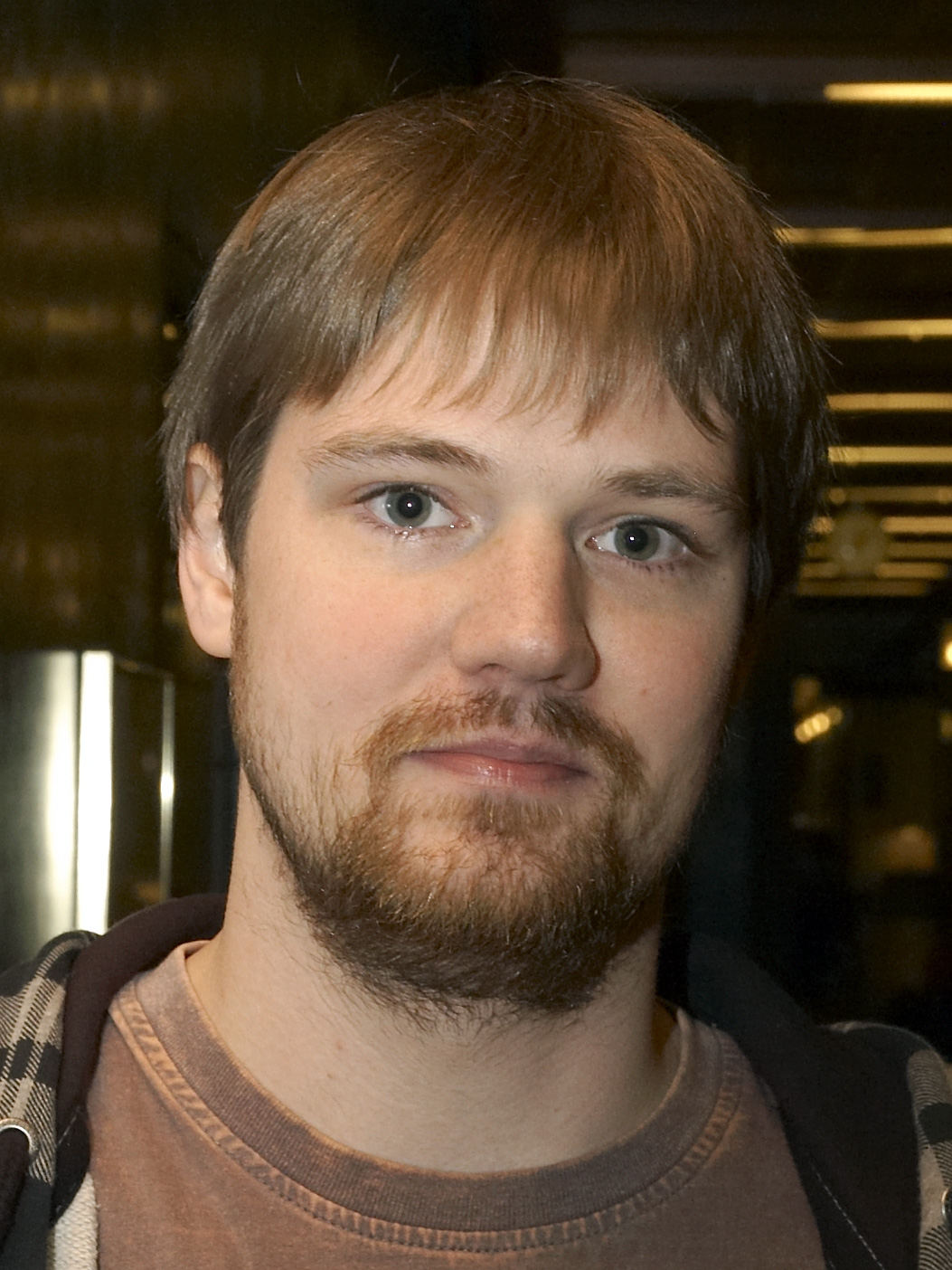
فريدريك نيج
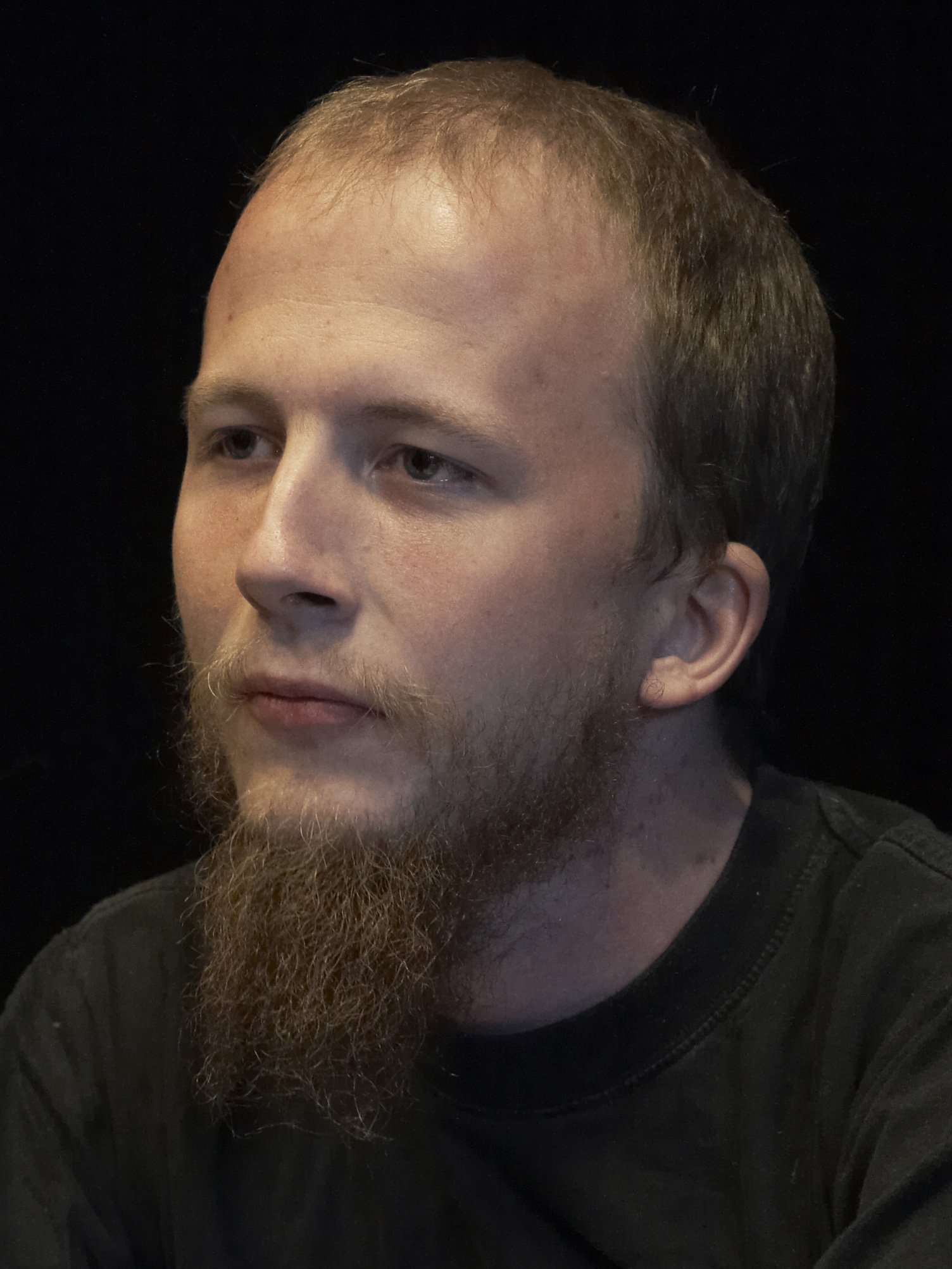
غوتفريد سفارثولم
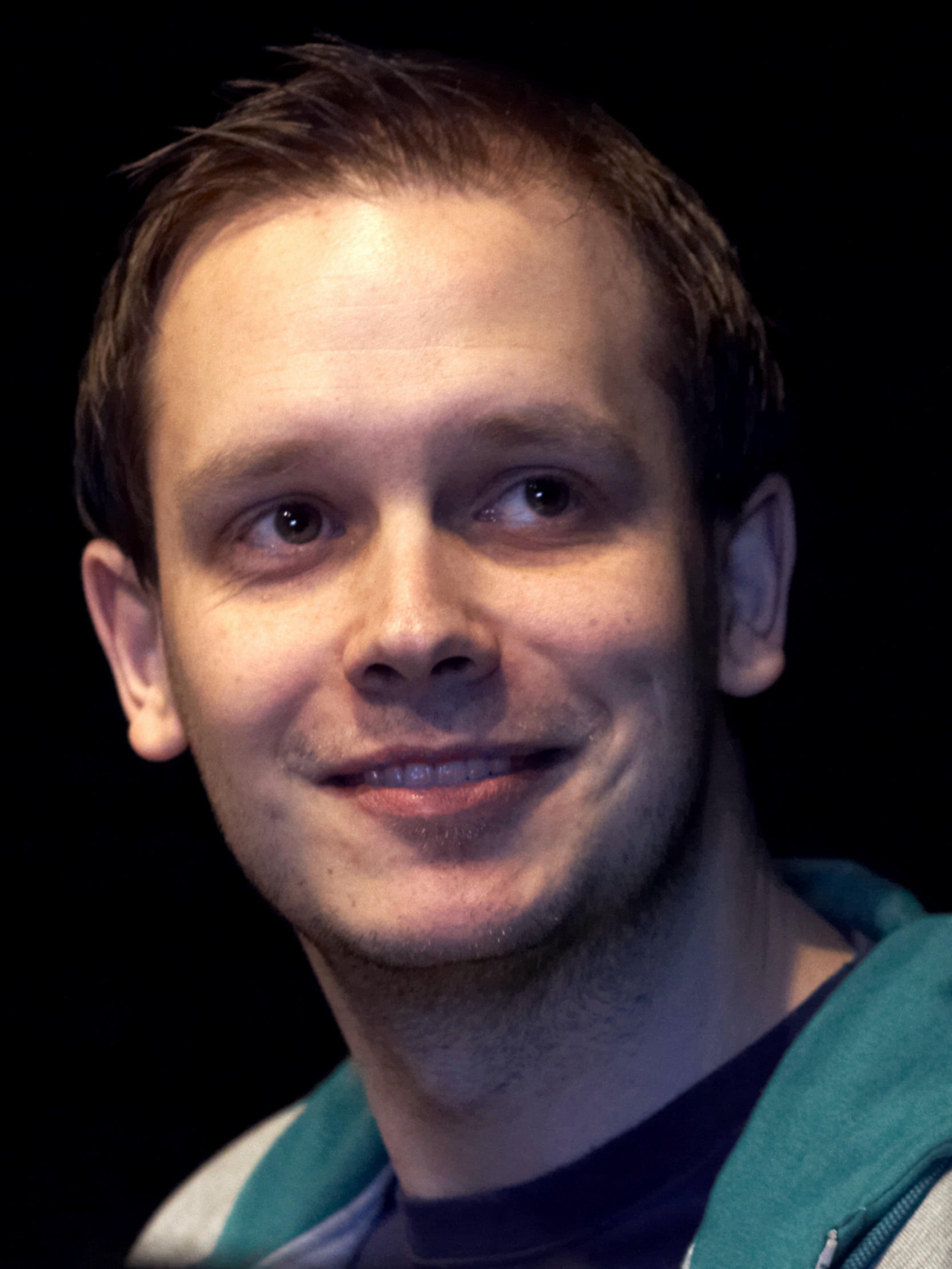
بيتر سوند

شارك موقع خَلِيج القَراصِنة في عدد من الدعاوى القضائية، كمدعي وكمدعى عليه. في 17 أبريل 2009، أدين بيتر سوند وفريدريك نيج وغوتفريد سفارثولم وكارل لوندستروم بالمساعدة في انتهاك حقوق الطبع والنشر وحُكم عليهم بالسجن لمدة عام ودفع غرامة قدرها 30 مليون كرونة سويدية (حوالي 4.2 مليون دولار أمريكي)، بعد مُحاكَمة دامَت تسعة أيام. استأنف المتهمون الحكم واتهموا القاضي بالاستسلام لضغوط سياسية. في 26 نوفمبر 2010، أيدت محكمة استئناف سويدية الحكم، وخففت أحكام السجن الأصلية، لكنها زادت الغرامة إلى 46 مليون كرونة سويدية. في 17 مايو 2010، بسبب أمر قضائي ضد مزود النطاق الترددي، أُوْقِفَ الموقع. تمت استعادة الوصول إلى الموقع لاحقاً مَع رسالة تسخر من الأمر القضائي على صفحتهم الرئيسية.

## موقع الويب

### المحتوى
يسمح الموقع للمستخدمين بالبحث عن الروابط الممغنطة عليه. تشير إلى المصادر المتوفرة للتنزيل عبر شبكات الأقران والتي تباشر تنزيل المحتوى المرغوب عند فتحها على وسيط تورنت خاص (كان الموقع بالأصل يسمح للمستخدمين بتنزيل ملفات البت تورنت وهي عبارة عن ملفات صغيرة تحوي على البيانات الوصفيَّة الضروريَّة من أجل تنزيل ملفات البيانات من المستخدمين الآخرين). تصنَّف ملفات التورنت إلى عدة فئات: صوت، وفيديو، وتطبيقات، وألعاب، وإباحة، وأخرى. يحتاج التسجيل على الموقع إدخال بريد إلكتروني وهو مجاني. يُمكن للمسجلين على الموقع رفع ملفات التورنت الخاصة بهم والتعليق على الملفات الأخرى. كشفت دراسة أجراها موقع تورنت فريك للملفات المرفوعة حديثًا خلال عام 2013 توزع المحتوى المرفوع كالآتي: احتلت الأفلام والعروض التلفزيونيَّة نسبة 44%، وتبعها المواد الإباحيَّة في المركز الثاني بنسبة 35%، وتبعها الملفات الصوتيَّة في المركز الثالث بنسبة 9%.
يحوي الموقع ميزة تعمل على المتصفح تُمكِّن المستخدمين من متابعة ما يتوفر من ملفات ضمن الفئات الواسعة مثل الصوت والفيديو والألعاب، بالإضافة إلى الفئات الفرعيَّة مثل الكتب المنطوقة والقصص المصوَّرة. أضاف الموقع فئة خاصة بالأجسام القابلة للطباعة على الطابعات ثلاثيَّة الأبعاد منذ يناير عام 2012. يمكن حفظ محتويات هذه الفئات تبعًا لاسم الملف وعدد الرافعين والمنزلين وتاريخ النشر..إلخ

### الإعلانات

بطاقة هدية من مَوقع خليج القراصنة بقيمة 0$ تَحمل أقتباس الكاتب كوري دكتورو «لأول مَرة في التاريخ، بَين أيدينا أمكانية وصول مُطلَقة للمَعرفة البَشرية. هذا الأمر ليسَ بسيء.»

### مداهمة مايو 2006

الفيديو أثناء مداهمة الشرطة السويدية لخوادم موقع خليج القراصنة 31 مايو عام 2006.

شعار المَوقع بعد مداهمة الشرطة السويدية في مايو 2006.

### مسائل قانونية

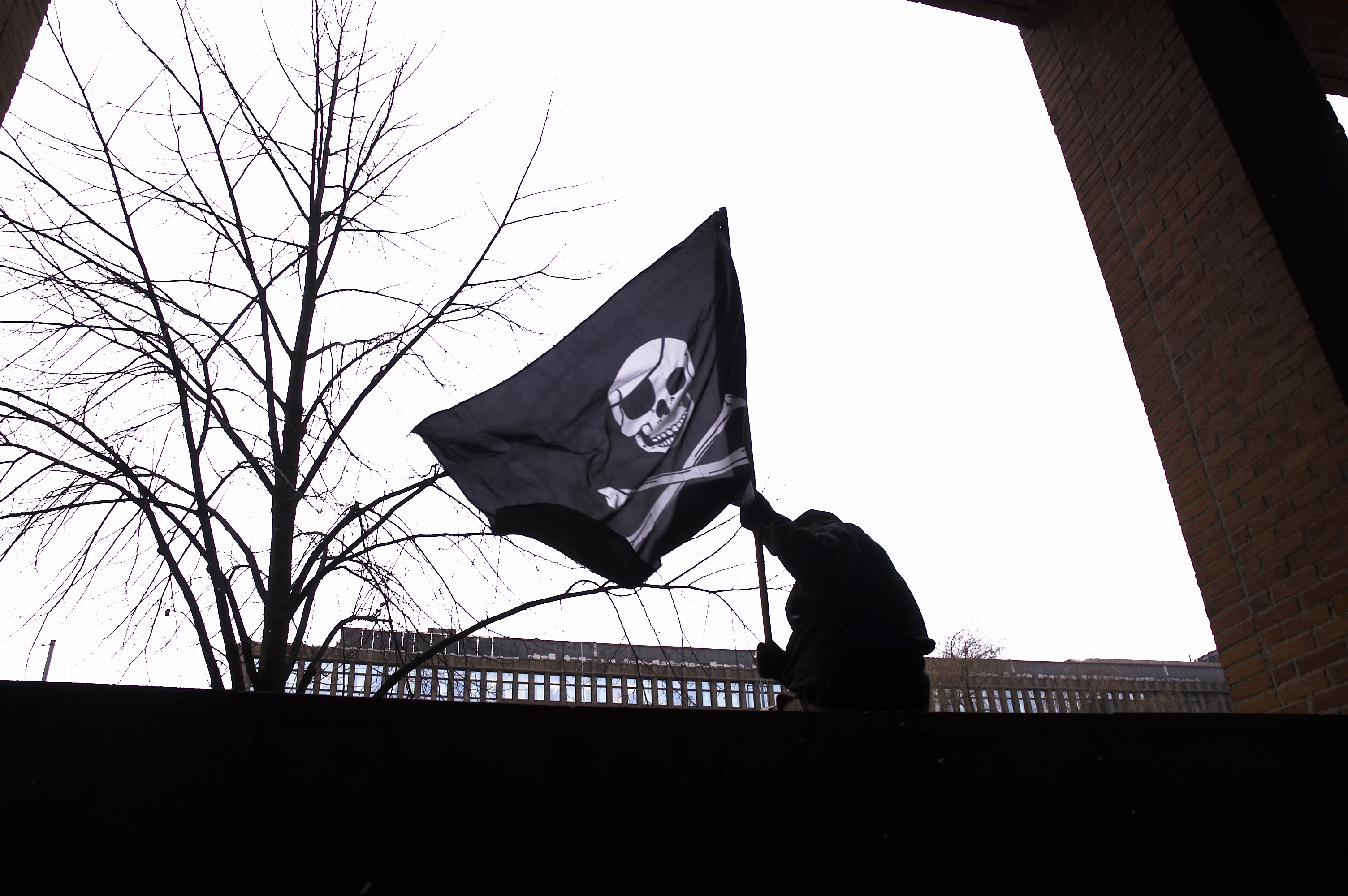
مُتظاهر يُرفرف بعلم قراصنة أثناء المًحاكمة. 16 فبراير عام 2009.

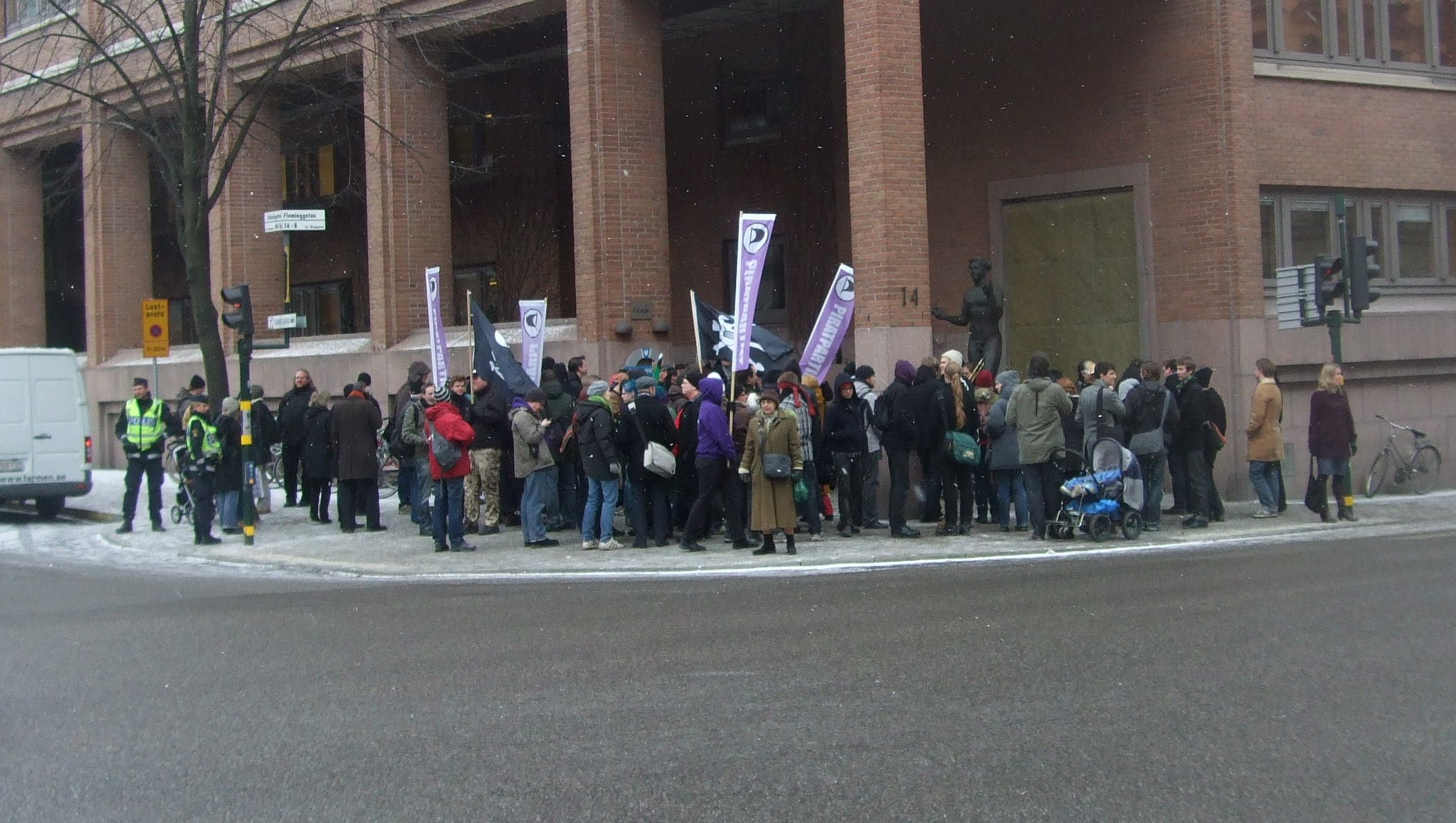
تجمع لمتظاهرين دعماً للموقع في أول أيام المحاكمة. 16 فبراير عام 2009.

### مشاكل الخدمة

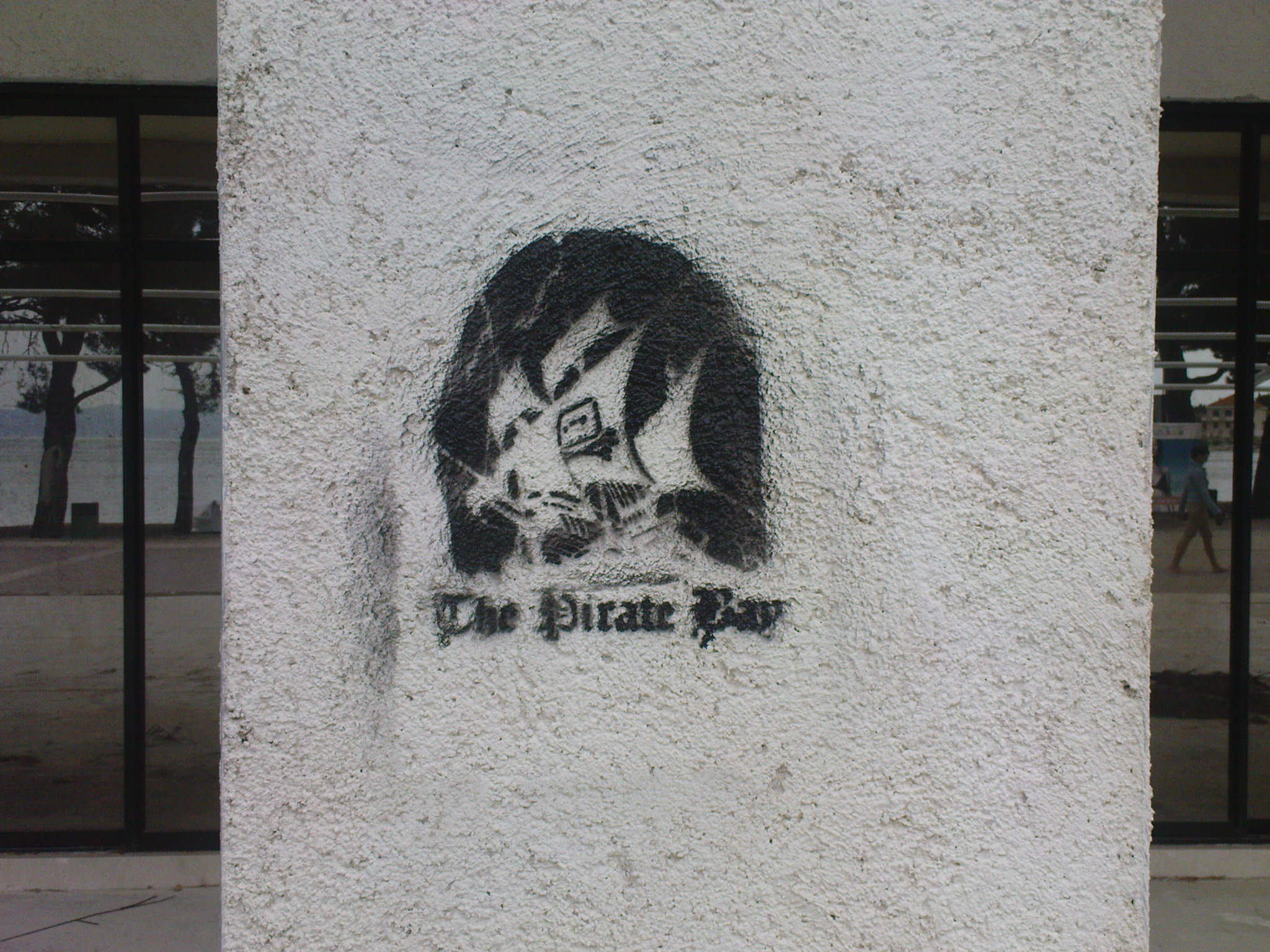
جرافيتي شعار موقع خليج القراصنة على أحد جدران ماركارسكا، كرواتيا.

### مداهمة ديسمبر 2014

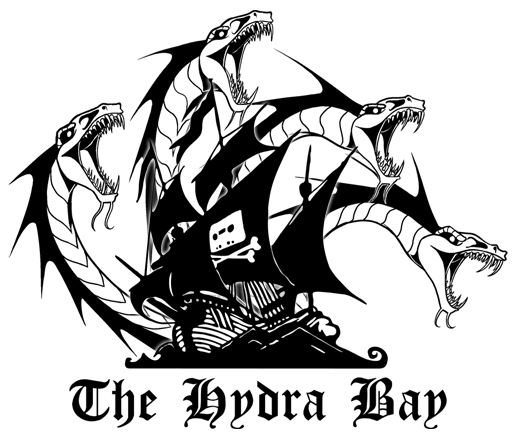
نسخة معدَّلة من شعار الموقع تحت مسمَّى "هيدرا بي" كثيرًا ما تظهر على الموقع الرسمي